# 小崎甲子
小崎 甲子（こさき かつこ、1908年9月6日 - 1997年2月17日）は、愛知県名古屋市出身の日本の柔道家。講道館五段。1932年（昭和7年）に大日本武徳会から、1933年（昭和8年）に講道館からそれぞれ初段を認められ、明治以降の近代柔道において女性として初めて黒帯を許された人物である。

## 生涯

### 誕生と柔道入門
小崎甲子は1908年（明治41年）、名古屋市中心部に位置する伊勢町（現在の中区丸の内）にて、美術商「清源堂」店主小崎天大（たかお）の次女として誕生した。幼少期から活発なお転婆娘として鳴らし、金城女学校在学中はテニス・ソフトボール・陸上競技と様々なスポーツに打ち込んだ。1925年（大正14年）に女学校を卒業後は実家の美術商にて家事手伝いの身となったが、家事や稽古事を習いつつ縁談を待つ、当時の子女の当たり前の人生を自分には合わないものと考えていた。
そんな折、古書店で偶然手に取った柔道の解説書『柔道大学』（戸張滝三郎・中西元雄著）の内容に感銘を受け、柔道修行を志すようになった。最初は鶴舞公園の近くにあった大日本武徳会愛知支部の道場を稽古のない時間に借り、『柔道大学』を教本に一人稽古を行っていたが、3か月程それを繰り返すうちに道場主に認められ、1927年（昭和2年）、武徳会愛知支部への入門を果たし、男性門人に混じって稽古に励むようになった。2年間の稽古を経て、さらに柔道に専従する意志を固くし、天神真楊流師範にして『柔道大学』の著者戸張滝三郎に手紙で弟子入りを請い、大阪の戸張の道場「尚武館」に内弟子として入門を許され、昼間は戸張の経営する接骨院で下働きをし、夜間に他の門人と共に稽古に励む生活に入った。

### 大日本武徳会における初段昇進
小崎が入門した大日本武徳会愛知支部、また戸張滝三郎門下では、小崎が男性に混じって分け隔てなく乱取稽古などを行うことを認めたものの、女性が修行の証として段位を進めることは全く前例がなく、当初想定されていなかった。小崎は修行を積むにつれて昇段の望みを抱くようになったが、制度上それは困難な挑戦であった。後年、小崎は次のように回想している。
師の戸張は小崎の希望を酌んで交渉に当たると共に、小崎自身も自分の実力を大阪柔道界の有力者に知ってもらうため、戸張道場が休みの日には積極的に他の町道場へ出稽古に赴くようになった。その結果、1931年（昭和6年）秋、武徳会大阪支部では小崎の希望を容れ、他の男性受審者に混じり同じ基準を突破することを条件に昇段審査の受審を認めた。
当時の武徳会大阪支部における初段審査は、受審者同士の試合形式で3勝を挙げることが合格基準とされていた。小崎は男性受審者相手に苦闘し不合格を重ねたが、1932年（昭和7年）冬、5度目の挑戦となる昇段審査試合で男性3名を破って大日本武徳会初段を認められ、女性として初の柔道黒帯取得者となった。

### 講道館の対応
女性に対して昇段規則や試合規定をそもそも想定していなかったのは、東京に嘉納治五郎が開いた講道館においても同様であった。講道館における最初の女子入門者は1893年（明治26年）の芦谷スエ子であったが、嘉納は当初自らの創始した講道館柔道が女子の体育法として適切なものか慎重な姿勢をとり、少数の女子に対し実験的に指導を行っていた。しかし、妻・須磨子の協力や、病弱な門人だった安田勤子が柔道を通じ心身とも健康を回復した例などから自信を深め、1923年（大正12年）に講道館開運坂道場で本格的に女子への指導を開始し、1926年（大正15年）には「講道館女子部」を開設した。一方で、嘉納の考える女子柔道の理念はあくまで体育法・護身術としてのものであり、講道館では女性の試合出場や昇段などは認めていなかった。
しかし、大日本武徳会が講道館に先んじて小崎に初段昇進を認めたことで、講道館も否応なく女性の段位規則の制定を進めることとなった。1933年（昭和8年）1月、講道館は前年の大日本武徳会での初段認可を追う形で、小崎に講道館初段を認可した。翌1934年（昭和9年）1月14日、講道館の正月鏡開式の中で女性柔道家数名による柔道形の演武が行われ、その席上で乗富政子に飛び昇段で講道館二段、ほか若干名に初段が授与された。同日、講道館女子入門規定及び昇段規則が制定された。
溝口紀子の調査によれば、講道館資料室に保管されている1931年（昭和6年）から作成された講道館の女子入門者の氏名を記載する女子誓文帳には武徳会出身者である小崎の氏名はないが、有段者台帳には小崎の個人票が残されており、講道館入門は1932年12月19日、初段昇進は1933年1月18日と記されているという。

### 指導者としての活動
1935年（昭和10年）、小崎は師の戸張の後援を得て大阪市天王寺に実家の古美術店から号を採った道場「清源館」を開設し、女性初の柔道道場主となった。1937年（昭和12年）5月には済寧館で開催された武道大会において師の戸張の受けを務めて天神真楊流の形演武を披露し、翌日の朝日新聞はこの時の様子を「この術唯一人の女流小崎初段が大和撫子を代表して萬丈の気を吐く」と報じている。また1939年（昭和14年）には武徳会から女性初の柔道錬士の称号を授与された。1941年（昭和16年）、父の死を受けて大阪の清源館道場を畳んで名古屋に帰郷し、老母と共に実家の古美術店を整理閉店して店舗を改築し2代目清源館を開いた。しかし太平洋戦争の開戦により経営中断を余儀なくされ、1945年（昭和20年）の名古屋大空襲により道場も焼失した。
戦後は、母校である金城学院の校長秘書として勤務する傍ら、柔道整復師の資格を取得。1953年（昭和28年）、名古屋市中区大須の大須観音近くに3代目の清源館道場を再建し、以後は柔道整復師として中部柔整専門学校（現：米田柔整専門学校）で勤務の傍ら清源館で後進の指導を続けた。80歳を過ぎてなお自ら柔道着に袖を通して道場に立ち、生涯を通じ教え子は1万人を数えたという。1981年（昭和56年）に講道館五段。日本女子柔道会最高名誉顧問、愛知県柔道連盟参与などを歴任。
1997年（平成9年）2月17日、脳梗塞のため名古屋市中区の病院で死去。享年88歳。

## 柔道家としての特徴
1934年に講道館が制定した女子昇段昇級規則において、女子の黒帯は帯の中央に白線の入ったものと定められたが、小崎が初段を認められた時（大日本武徳会1932年・講道館1933年）にはまだその規則はなく、また大日本武徳会の昇段審査を男性に混じって受審し男性を破って初段を取得した経緯から、小崎は生涯を通じて白線のない男性と同じ黒帯を着用し続けた。「結婚相手は柔道、子どもは女子柔道の樹立」と語り、生涯を通じて結婚はせず、黒帯取得後は指導者・道場経営者として後進の指導に専念した。
得意技については、「よく（得意技を）聞かれましたが、私の場合大きな相手を倒さねばなりません。1つ2つの技が得意でもどうにもなりません」と答えている。このため実戦では連絡技を旨とし、戦前に戸張道場の一員として出場した道場対抗戦や初段審査試合においては、男性相手に大内刈・小内刈など足技の連絡技を中心に、体落や巴投などを交えて試合を組み立てていたことを回想している。